# Rhinaspis setosa
Rhinaspis setosa är en skalbaggsart som beskrevs av Frey 1974. Rhinaspis setosa ingår i släktet Rhinaspis och familjen Melolonthidae. Inga underarter finns listade i Catalogue of Life.